# Denis Suárez
Denis Suárez Fernández (* 6. ledna 1994 Salceda de Caselas) je španělský profesionální fotbalista, který hraje na pozici ofensivního záložníka za španělský klub Villarreal CF. V roce 2016 odehrál také 1 utkání v dresu španělské reprezentace.

## Klubová kariéra
S klubem Sevilla FC vyhrál Evropskou ligu UEFA 2014/15. V sezóně 2016/17 vyhrál s klubem FC Barcelona španělský pohár (Copa del Rey).

## Reprezentační kariéra
Suárez působil v mládežnických reprezentacích Španělska. Zúčastnil se Mistrovství Evropy ve fotbale hráčů do 19 let 2012 v Estonsku, kde mladí Španělé získali titul po finálové výhře 1:0 nad Řeckem.
Debut za španělskou seniorskou fotbalovou reprezentaci zaznamenal 29. května 2016, kdy ve druhém poločase střídal Davida Silvu v přátelském zápase ve švýcarském St. Gallenu proti Bosně a Hercegovině.